# Mythe de Télipinu
Pour les articles homonymes, voir Télipinu (homonymie).
Le mythe de Télipinu est un récit mythologique hittite, centré sur Télipinu, dieu agraire et fils du Dieu de l’Orage. Son départ a provoqué une famine chez les hommes et les dieux, qui décident de se mettre à sa recherche. Après plusieurs échecs, ils parviennent finalement à le retrouver et le faire rentrer. L’harmonie et la prospérité font aussitôt leur retour dans le royaume des Hittites.
Le mythe nous est parvenu sous trois versions sensiblement différentes, dont plusieurs copies ont été exhumées lors de fouilles à Hattusa, capitale du royaume hittite (env. XVIIIe siècle-XIIe siècle av.J.-C.). Pour autant qu’on puisse le dire, la trame générale des trois versions est très proche, seuls la formulation et quelques détails de la narration diffèrent légèrement. La première version est de loin la plus complète ; néanmoins, le recours aux deux autres versions est nécessaire pour reconstituer certains épisodes clés. Le texte est répertorié comme le 324e texte du Catalogue des textes hittites d’Emmanuel Laroche (CTH 324.1, CTH 324.2, CTH 324.3 pour les trois versions).
Ce mythe appartient au groupe des mythes anatoliens qui auraient été empruntés par les Hittites aux populations indigènes d'Anatolie centrale à une date ancienne. Comme ces autres mythes anatoliens, le mythe de Télipinu a une dimension rituelle.

## Le mythe d'après les textes hittites

### Datation et forme
Le récit du mythe se présente sous trois versions, chacune d’entre elles étant attestée par plusieurs copies (A-C pour la version 1 ; A-D pour la version 2 ; A-E pour la version 3). Les copies disponibles ne peuvent pas, à en juger par le ductus (le tracé des signes cunéiformes), remonter à plus de 1500 av. J.-C. ; en revanche, la composition originelle d’au moins certaines parties (notamment la copie A de la version 1) est plus archaïque.
Concernant la forme du texte, il faut noter que les passages mythiques, consacrés purement à la narration, alternent avec des passages rituels. Le mythe semble ainsi fonctionner comme une étiologie du rituel.
À la différence d’autres récits mythologiques hittites comme le chant de Kumarbi, le mythe de Télipinu n’est pas un texte métrique (cf. Illuyanka).
Le résumé qui suit s’appuie en grande partie sur la première version du mythe ; lorsqu’un épisode provient d’une autre version, cela est précisé dans les parenthèses.

### Résumé
Après un premier paragraphe fragmentaire (§1), le récit s’ouvre sur le tableau d’une catastrophe : le brouillard s’est installé ; le désordre règne dans les foyers des hommes, sur les autels des dieux, dans les enclos à moutons et les étables ; les femmes, les animaux et les champs sont frappés de stérilité ; les montagnes et les pâtures se sont asséchées ; les sources se sont taries ; la famine se répand ; les hommes et les dieux meurent de faim et de soif (§2-4). La cause de ce cataclysme : le départ du fils du Dieu de l’Orage, Télipinu, qui a emporté avec lui  tout ce qui pouvait assurer la prospérité du pays (§2).
Quand le Dieu de l’Orage s’aperçoit de la disparition de son fils, tous les dieux – les mille dieux – se lancent à sa recherche (§5), mais en vain : ni l’aigle envoyé par le Dieu du Soleil (§5-6), ni le Dieu de l’Orage en personne, sollicité par la déesse Hannahannah (§6-7), ne parviennent à le trouver. Hannahannah décide alors d’envoyer une abeille à sa recherche, malgré les sarcasmes du Dieu de l’Orage qui doute qu’une telle bête, avec ses petites ailes et son petit nez, ne puisse réussir là où tous les dieux ont échoué (§8). Avant qu’elle ne parte, Hannahanna lui donne cette consigne : l’abeille devra piquer Télépinu pour le réveiller puis lui enduire les yeux et les mains de cire pour le purifier avant de le ramener dans son pays (§1 de la version 3). 
Après avoir sondé les montagnes, les vallées et la mer, l’abeille retrouve finalement Télipinu (§2 de la version 3), endormi dans une pâture de la ville Lihzina, au milieu d’une forêt (§2 de la version 3). Mais quand elle le pique, celui-ci se met en colère. Furieux, il frappe des villes, des maisons, tue des hommes, du bétail (§2-4 de la version 3).
La suite directe du récit n’est pas connue, aucune des trois versions n’étant assez complète. Quand le texte devient à nouveau intelligible, le rituel a pris la relève du mythe. Le récit à la troisième personne a cédé la place à un texte à la première personne, prononcé vraisemblablement par un prêtre. Celui-ci cherche à apaiser la colère de Télipinu et décrit le rituel qu’il est en train d’exécuter pour y parvenir. Le prêtre présente un objet (une figue, par exemple), mentionne une qualité inhérente  à cet objet (la douceur ou le caractère sucré dans le cas de la figue) et prie Télipinu de faire sienne cette qualité bienfaitrice : « Voici des figues. De même qu’une figue est douce, de même, Télipinu, adoucis-toi » (§9-15).
Puis le récit reprend brièvement pour mentionner la colère de Télipinu, qui se manifeste par le tonnerre et la foudre. La déesse Kamrusepa intervient et prend l’initiative d’un nouveau rituel (§16-17), que va exécuter le prêtre. Il s’agit de répandre des poils de béliers appartenant au Dieu du Soleil au-dessus du corps de Télipinu, puis de les faire brûler, l’allumage puis l’extinction du feu correspondant à la colère puis l’apaisement du dieu (§17-20). Un autre rituel est ensuite exécuté : un bœuf, puis des moutons, sont conduits sous une aubépine dont les branches retiennent des touffes de poil ou de laine de ces animaux ; le prêtre prie l’aubépine de retenir de la même façon la colère de Télipinu quand il passe sous l’arbre (§22-24). La description de ces deux rituels par le prêtre est scandée par un vœu, répété inlassablement – le vœu que la colère de Télipinu s’en aille de son corps (§18-25). À la fin, le vœu s’élargit : la colère de Télipinu doit non seulement quitter son corps, mais aussi le monde des hommes (§26) ; et elle doit rester enfouie pour l’éternité sous terre, scellée à jamais dans des cuves en bronze aux couvercles de fer (§27).
Télipinu, apaisé et de retour, peut à nouveau s’occuper de son pays. L’harmonie revient  et les malheurs évoqués au début du récit se dissolvent un à un : le brouillard et la fumée se sont dissipés, les mères s’occupent à nouveau de leurs enfants, et Télipinu s’occupe du roi et de la reine, leur garantissant prospérité et longévité. Le récit se finit sur l’image de Télipinu, se tenant devant un arbre ; et sur cet arbre est suspendu un sac en peau de mouton, contenant  tout ce qui peut garantir le bien-être du royaume – la fécondité, la longévité, l’abondance… (§28-30)

## Son origine
Le mythe aurait une origine hattie, c’est-à-dire non indo-européenne, et aurait été transmis aux Hittites dans la préhistoire de leur royaume. À ce titre, il est rangé dans l’ensemble des « mythes anatoliens » (« anatolien » étant ici à entendre au sens géographique, et non linguistique) par Emmanuel Laroche, avec d’autres textes comme Illuyanka, la Disparition du dieu de l’Orage, etc.
Néanmoins, Michel Mazoyer a défendu l’idée selon laquelle ce mythe présenterait des aspects indo-européens. En plus de sa fonction de dieu agraire, d’origine hattie, le dieu Télipinu aurait acquis une fonction de dieu fondateur, proprement hittite et indo-européenne, qu’on retrouve par exemple chez Apollon, dans la mythologie grecque, ou Romulus, dans l’historiographie romaine. Cette thèse, proposée pour la première fois en 1990 par Hatice Gonnet, paraît néanmoins assez fragile : la fonction de dieu fondateur ne ressort pas de façon évidente des textes, si bien qu’on peut se demander si Télipinu a jamais été considéré autrement que comme un dieu agraire[réf. nécessaire].

## Sa postérité
Certains éléments du mythe de Télipinu pourraient avoir des échos chez des auteurs grecs.

### Le sac en peau de mouton (hittite) / L'égide (grec)

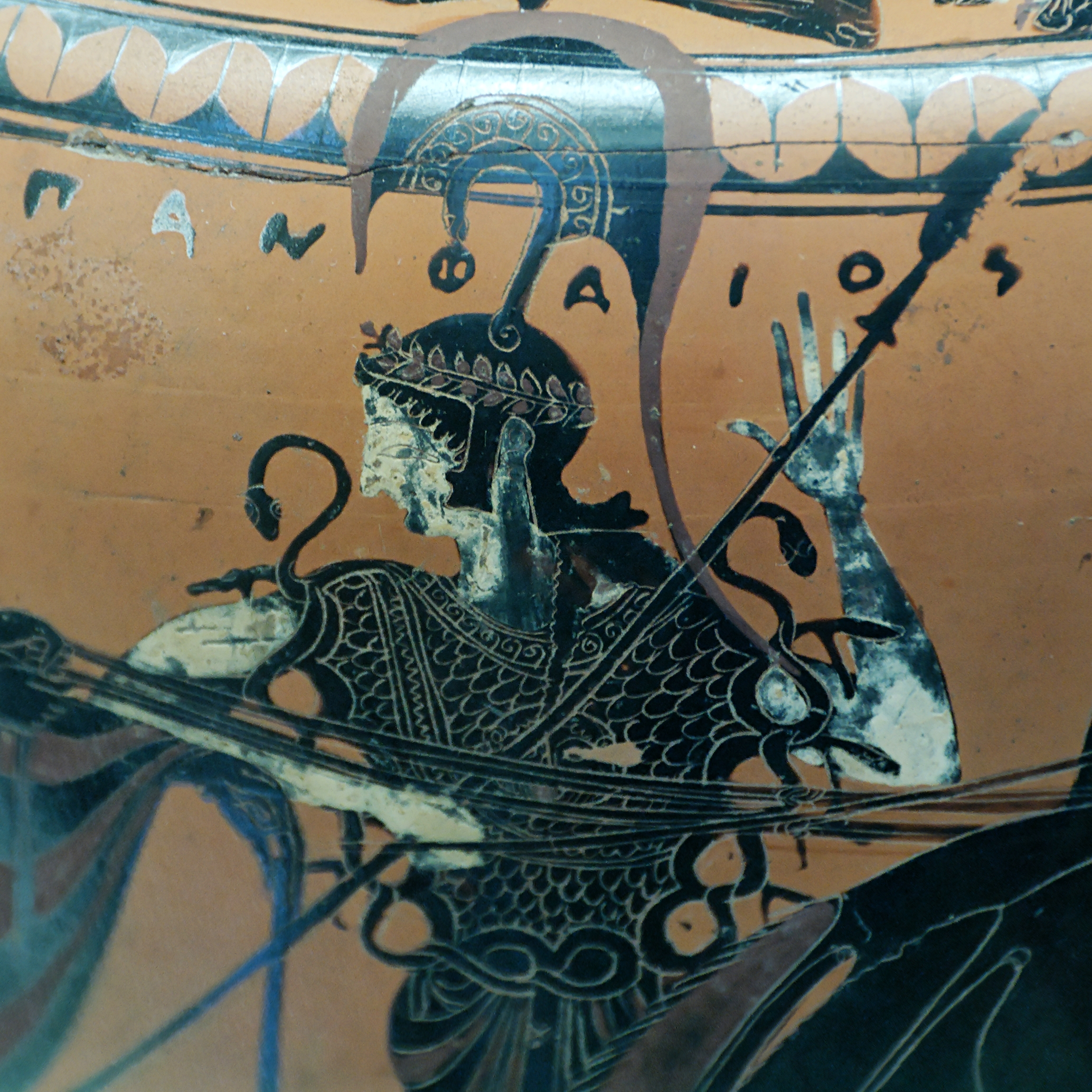
Athéna portant l'égide frangée de serpents, hydrie attique à figures noires, v. 540 av. J.-C., Cabinet des médailles de la BNF

Calvert Watkins propose de voir dans le sac en peau de mouton de  la fin du mythe de Télipinu le prototype de l’égide que l’on trouve dans la littérature grecque. Sa thèse s’appuie d’abord sur un argument sémantique. L’égide (grec αἰγίς, terme étymologiquement lié au nom de la chèvre, en grec αἴξ, αἰγός) ne semble pas désigner un bouclier, mais plutôt un vêtement que revêt Athéna (Athéna portant l’égide, peintre Amasis, environ 540 av. J.-C. Paris, Bibliothèque nationale), ou un sac en peau de chèvre, contenant des allégories (Iliade, 5, 733-742) – description qui rappelle celle du kuršaš (« sac en peau ») hittite dans le mythe de Télipinu. De plus, les contextes formulaires dans lesquels apparaissent ces termes présentent des similitudes. À la collocation kuršaš warḫuis, « la fourrure hirsute »  fréquente dans les textes hittites, semble correspondre la formule homérique αἰγίδα θυσσανόεσσαν, « l’égide qui a des touffes ». Par ailleurs, la façon dont le contenu des sacs est décrit est syntaxiquement et stylistiquement proche, comme le suggère le parallèle suivant :
« 
Hittite :

GIŠeyaz=kán UDU-aš KUŠkur-ša-aš kánkánza […]

n=ašta anda GUD.UDU kitta

n=ašta anda MU.KAM.GÍD.DA DUMUMEŠ-latar kitta…
 »
— (Mythe de Télépinu, version 1, §29)

« À l’arbre eya est suspendu un sac en peau de mouton […]. Dedans se trouvent des troupeaux (bovins et ovins), dedans se trouvent les longues années, la procréation… »

« Grec :
 
ἀμφὶ δ’ ἄρ’ ὤμοισιν βάλετ’ αἰγίδα θυσσανόεσσαν 

δεινήν, ἣν περὶ μὲν πάντῃ Φόβος ἐστεφάνωται,

ἐν δ’ Ἔρις, ἐν δ’ Ἀλκή, ἐν δὲ κρυόεσσα Ἰωκή

ἐν δέ τε Γοργείη κεφαλὴ δεινοῖο πελώρου

δεινή τε σμερδνή τε, Διὸς τέρας αἰγιόχοιο.(Iliade, 5, 738-742) »

« [Athéna] jeta sur ses épaules l'effrayante égide

Aux poils mouvants, où s'étalaient, en un grand rond, Déroute,

Et Discorde et Vaillance et Poursuite glaçant les cœurs,

Et la tête de Gorgo, ce monstre épouvantable,

Terrible, grimaçant, signe de Zeus le Porte-Égide.. »

(plus littéralement : « dedans se trouve la Discorde, dedans se trouve la Vaillance, dedans se trouve la Poursuite glaçant les cœurs, dedans se trouve la tête de Gorgo…») »

Le dernier argument de Watkins est thématique : lorsque l’égide est évoquée sous la forme d’un sac contenant des allégories énumérées les unes après les autres, chez Pindare notamment, le passage a toujours un ancrage géographique anatolien.

### Les cuves de bronze (hittite) / La boîte de Pandore (grec)
Les cuves de bronze dans lesquelles doit être scellée la colère de Télipinu peuvent rappeler la boîte de Pandore, où sont enfermées les maux de l'humanité (cf. Les Travaux et les Jours d'Hésiode).